# Axpe (Busturia)
Axpe es un barrio del municipio español de Busturia, perteneciente a la provincia de Vizcaya, en la comunidad autónoma del País Vasco.

## Historia
Hacia mediados del siglo XIX, el lugar, por entonces una anteiglesia, tenía contabilizada una población de 987 habitantes. Aparece descrito en el tercer volumen del Diccionario geográfico-estadístico-histórico de España y sus posesiones de Ultramar de Pascual Madoz con las siguientes palabras:

AXPE DE BUSTURIA: anteig. en la prov. de Vizcaya (5 leg. á Bilbao), dióc. de Calahorra (29), aud. de Búrgos (30), c. g. de la Provincias Vascongadas (11), y part. jud. de Bermeo (1): sit. á la izq. de la ria ó barra de Mundaca: el clima sano. Su ayunt. bajo el sistema foral era regido por un fiel con asiento y tercer voto en las juntas de Guernica: forman la pobl. 4 barriadas; Axpé, Altamira, San Bartolomé y San Cristóbal, y varias casas solares y armeras, siendo notables el palacio de Altamira, reedificado en el siglo XII por el señor de Vizcaya D. Manso Lopez, y los de Gorritiz de Madariaga que los condes de Vizcaya D. Iñigo Lopez y Doña Toda, su mujer, donaron en 1070 al monasterio de San Millan. La igl. parr. (Sta. María) con la renta y priorato de Baruci, la cedieron los referidos condes al ob. de Armentia (Alava) D. Garcia, durante sus dias; despues pasó en 1079 á D. Fortunio, y hoy corresopnde su patronato á la Corona, por la que se presentan los 5 beneficiados que la sirven: fué reedificada en el siglo XVI; es de una nave de 112 pies de long. y 44 de lat. con bóvedas de mediana arquitectura, y torre con relox. El térm. en la circunferencia de 1 leg. confina al N. con los de Mundaca y Pedernales; al E. con el mismo de Pedernales y Gauteguiz de Arteaga, y por S. con la v. de Errigoitia, y á O. Arrieta. El terreno es cantero, montuoso y quebrado; abunda en montazgo de roble y encina, pero tiene parte fértil que se destina al cultivo. Los caminos son medianos: y el correo se recibe por Bermeo; prod.: maiz, trigo, cebada, habas, alubias, patatas, vino chacoli, manzanas, algun lino y hortaliza: cria ganado vacuno y cerdoso; hay 2 ferr., 16 molinos y 1 alfereria; abunda en esquisita pesca y se encuentra bastante caza: pobl ; 216 vec., 987 alm.: rizqueza y contr. (V. Vizcaya intendencia.).
(Madoz, 1846, p. 190)

## Geografía humana

### Demografía
| Gráfica de evolución demográfica de Axpe entre 1842 y 1960 |
| |
| Población de derecho según los censos de población del INE Población de hecho según los censos de población del INEEn estos censos se denominaba Axpé y Marzana: 1842 y 1887 En estos censos se denominaba Aspé o Axpé: 1857 y 1860 Entre el censo de 1970 y el anterior, este municipio desaparece porque se agrupa en el municipio 48091 (Valle de Achondo) |

## Patrimonio
Hay en el barrio una iglesia de Santa María.